# 安田圭佑
安田 圭佑（やすだ けいすけ、1987年10月6日 - ）は、宮崎県延岡市出身の元プロ野球選手（外野手）。左投左打。NPBでは育成選手であった。

## 経歴

### プロ入り前
延岡工業高校時代は、甲子園出場経験はなし。主将を務めた。
別府大学に進学すると、1番・センターに定着した2年秋から3季連続でベストナインを受賞した。
プロを志望するも、ドラフト指名はなく、2010年に四国・九州アイランドリーグの高知ファイティングドッグスに入団。

### 独立リーグ・高知時代
2010年は46盗塁で盗塁王のタイトルを獲得した。
10月28日、NPBドラフト会議で、福岡ソフトバンクホークスから育成1位で指名を受ける。

### ソフトバンク時代
2011年は左ひじの手術の影響でほぼ1年をリハビリで費やした。
2012年中盤からファームでの試合に出場を始め、三軍戦を経て7月からは二軍戦に定着する。そして8月期に出場14試合で打率.444、打点5、盗塁9をマークし、ファームの8月度「ミズノ月間MVP」に選出される。
同年19盗塁でウエスタンリーグの最多盗塁選手として表彰される。
2013年10月31日、育成選手の規約に基づき、自由契約公示されたが、11月13日に育成選手として再契約を結んだ。
2014年10月31日、戦力外通告を受け、同日付で自由契約公示された。

### 現役引退後
2021年9月14日に学生野球資格を回復した。

## 詳細情報

### 年度別打撃成績
- 一軍公式戦出場なし

### 独立リーグでの打撃成績
| 年 度     | 球 団     | 試 合 | 打 数 | 得 点 | 安 打 | 二 塁 打 | 三 塁 打 | 本 塁 打 | 打 点 | 盗 塁 | 犠 打 | 犠 飛 | 四 球 | 死 球 | 三 振 | 打 率 |
| --------- | --------- | ----- | ----- | ----- | ----- | -------- | -------- | -------- | ----- | ----- | ----- | ----- | ----- | ----- | ----- | ----- |
| 2010      | 高知      | 68    | 242   | 44    | 73    | 5        | 4        | 0        | 21    | 46    | 4     | 0     | 37    | 4     | 37    | .302  |
| 通算：1年 | 通算：1年 | 68    | 242   | 44    | 73    | 5        | 4        | 0        | 21    | 46    | 4     | 0     | 37    | 4     | 37    | .302  |

- 各年度の太字はリーグ最高

### 独立リーグでのタイトル
- 最多盗塁：1回 （2010年）

### 背番号
- 52 （2010年）
- 121 （2011年 - 2014年）

### 代表歴
- 2012年アジアウインターベースボールリーグ：NPB選抜